# Leitstand

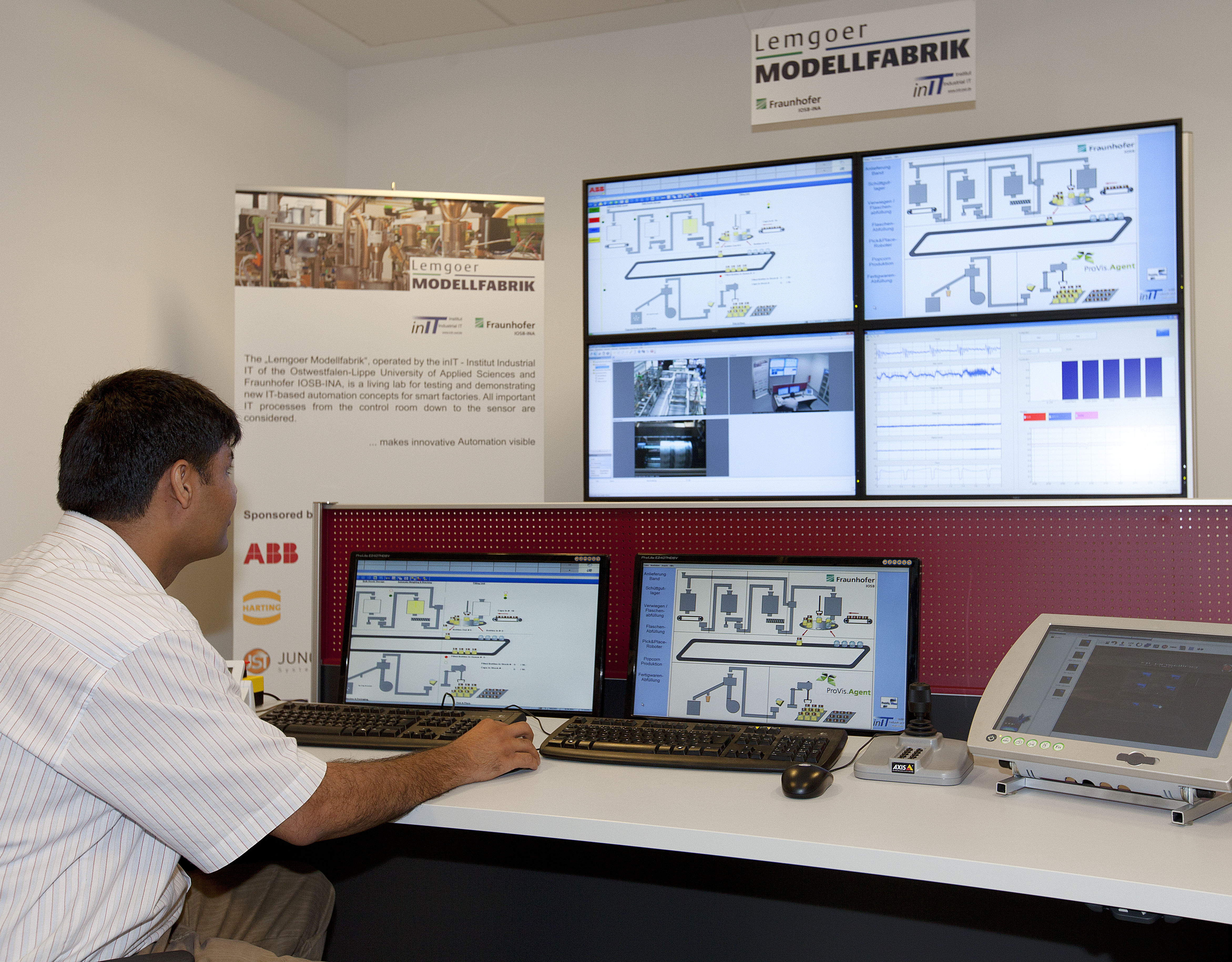
Leitstand der Lemgoer Modellfabrik (2010)

Ein Leitstand (auch Leitwarte, Schaltwarte oder Messwarte genannt) ist eine technische Einrichtung (Leiteinrichtung), die den  Menschen bei der Leitung eines Prozesses unterstützt. Er ist Teil eines Leitsystems.
In diesem Zusammenhang ist Leiten „die Gesamtheit aller Maßnahmen, die einen im Sinne festgelegter Ziele erwünschten Ablauf eines Prozesses bewirken“ (DIN 19222). Die Maßnahmen werden vorwiegend unter Mitwirkung des Menschen aufgrund der aus dem Prozess oder aus der Umgebung erhaltenen Daten mit Hilfe der Leiteinrichtung getroffen. Sollwerte, Soll-Zustände oder Gütekriterien können hierbei Ziele sein. Ein Leitstand verfügt daher über ein oder mehrere Geräte oder Verbindungen zu Geräten zum Messen, Regeln, Steuern, Anzeigen, Alarmieren, Registrieren, Schalten oder Rechnen.
Es gibt Leitstände für die Produktion, für die Leitung von Prozessen, Fertigungsleitstände für Fertigungslinien oder Werkstättenfertigung, Kraftwerks-, Netz-, Gebäude- und Verkehrsleitstände, Leitstände für den Weltraumverkehr (Satelliten/Space shuttle), für die Umweltüberwachung sowie für militärische Einsätze. Beispiel: Leitstand einer Flak; dieser ist z. B. aus Sicherheitsgründen meist ein Stück von der Flak entfernt. Einige große Flaktürme haben separate benachbarte Türme, auf denen Leitstände für die Flak sind. Auch ein Gefechtsstand ist eine Art Leitstand. Neue Bedeutung erlangen militärische Leitstände für den Gefechtseinsatz unbemannter Flugkörper wie Marschflugkörper und Flugdrohnen.
Die Gestaltung eines Leitstands (oder Messwarte) erfordert große Sorgfalt. Der Bediener (Operator) soll alles im Blick haben. Alle Befehlselemente sollen leicht zugänglich sein.
Es hat eine technische Entwicklung gegeben, die man in zwei Bereiche einteilen kann:
- die Verwendung diskreter Regelbausteine und Befehlsgeber mit der zusätzlichen visuellen Darstellung in Schaufließbildern und Alarm- und Meldetableaus. Die Messwarte bestand so aus Feldern mit Reglern, Schreibern, Meldeleuchten, Befehlsgebern usw. und darüber einem schematischen Fließbild, welches den Prozesszusammenhang erläuterte.
- Mit dem Aufkommen von Leitsystemen mit Bildschirmen (Monitoren), Tastaturen und integrierten Mikroprozessrechnern seit Mitte der 1970er Jahre (Fa. Honeywell, System TDC 2000) wurde eine Aufgabe nach der anderen auf diese neuen Leitstände umgestellt. Eine moderne Messwarte hat in der Regel entsprechende Pulte mit mehreren Bildschirmen. Häufig wurde die geringe Übersichtlichkeit eines Bildschirms im Vergleich zu den großen und für alle Bediener gleichzeitig sichtbaren Schaufließbildern beklagt. Man findet daher bis heute zusätzlich zu den Darstellungen auf den Monitoren solche großen Schaufließbilder.

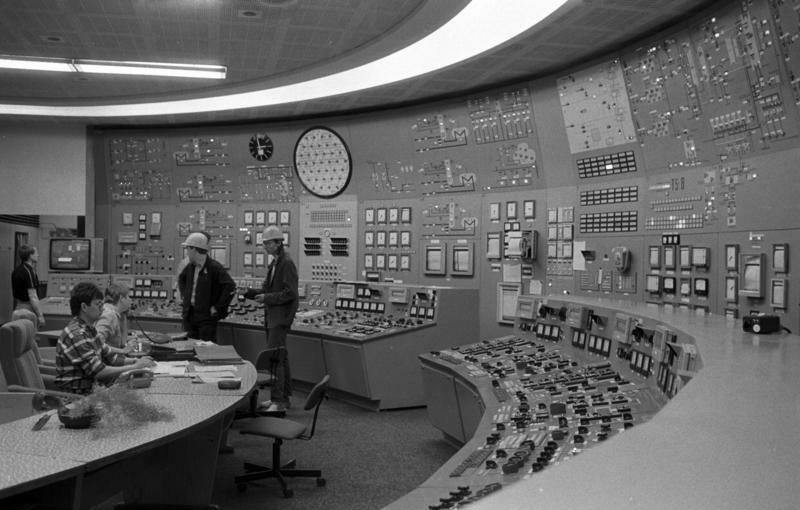
Kernkraftwerk Greifswald, Leitstand in 1990.

## Bedeutung im Kraftwerk

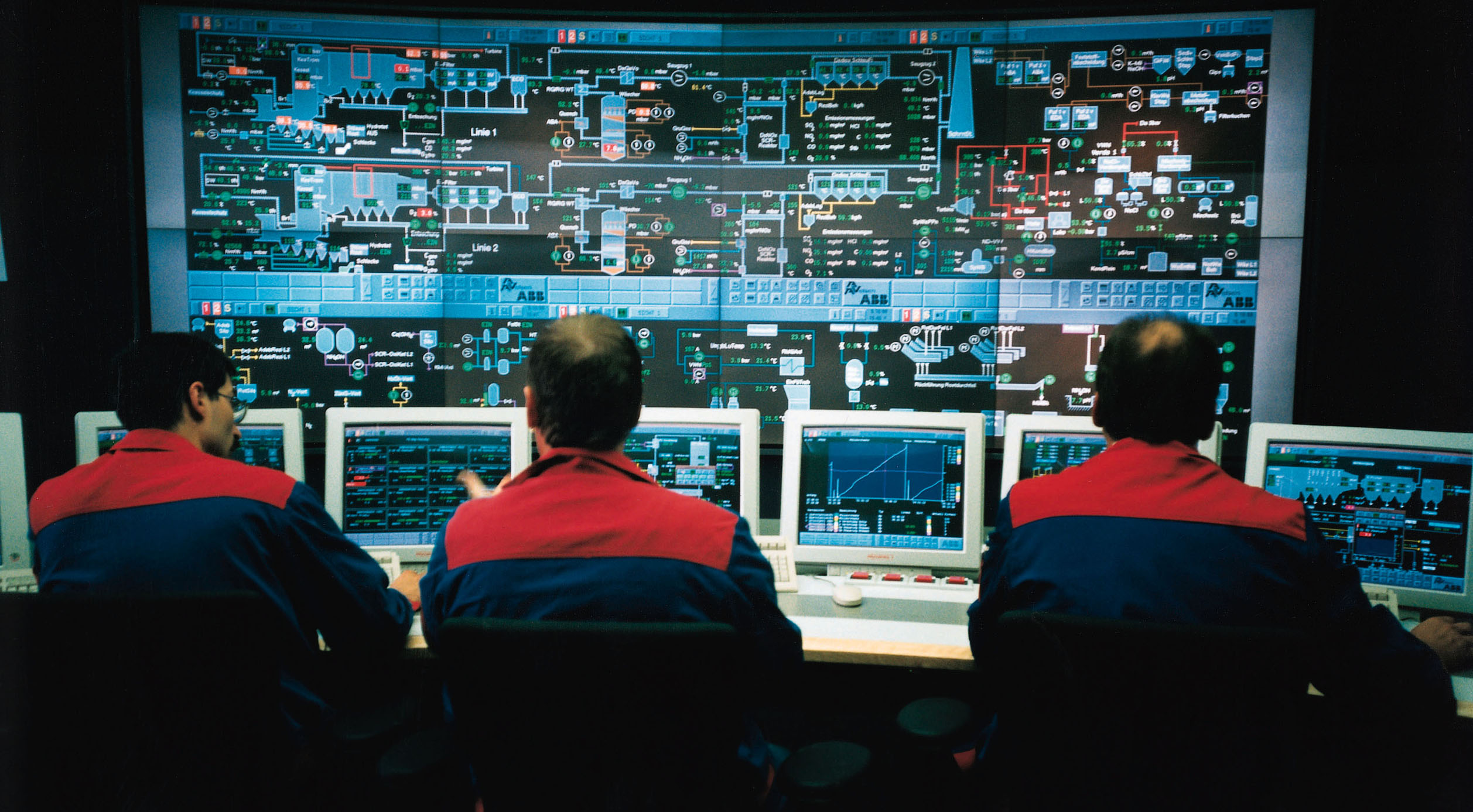
Leitstand eines Kraftwerkes (2005)

Eine besondere Bedeutung kommt dem Leitstand im Kraftwerk zu. In ihm als einer zentralen Sammelstelle laufen sämtliche relevanten anlagen- und verfahrenstechnischen Informationen und Messwerte zusammen, die an unterschiedlichsten Stellen im Kraftwerk gemessen werden.
Die Übertragung der Messwerte in die Leitwarte erfolgt wegen der großen Entfernungen von den Messstellen und der elektromagnetischen Störfelder durch eine Stromschnittstelle. In der Leitwarte eines modernen Kraftwerkes werden beispielsweise mehrere tausend Antriebe an Armaturen und sonstigen Maschinen mit ihren zugehörigen Messstellen überwacht, gesteuert und geregelt.
In einem Kernkraftwerk kommt dem Leitstand als weitere Aufgabe der Schutz des Bedienpersonals vor übermäßiger Strahlung im Strahlenschutzbereich zu. Wegen der Komplexität der zu überwachenden Vorgänge muss ein Kraftwerksleitstand in einem besonderen Maß den Grundsätzen hoher Zuverlässigkeit und der Ergonomie entsprechen.

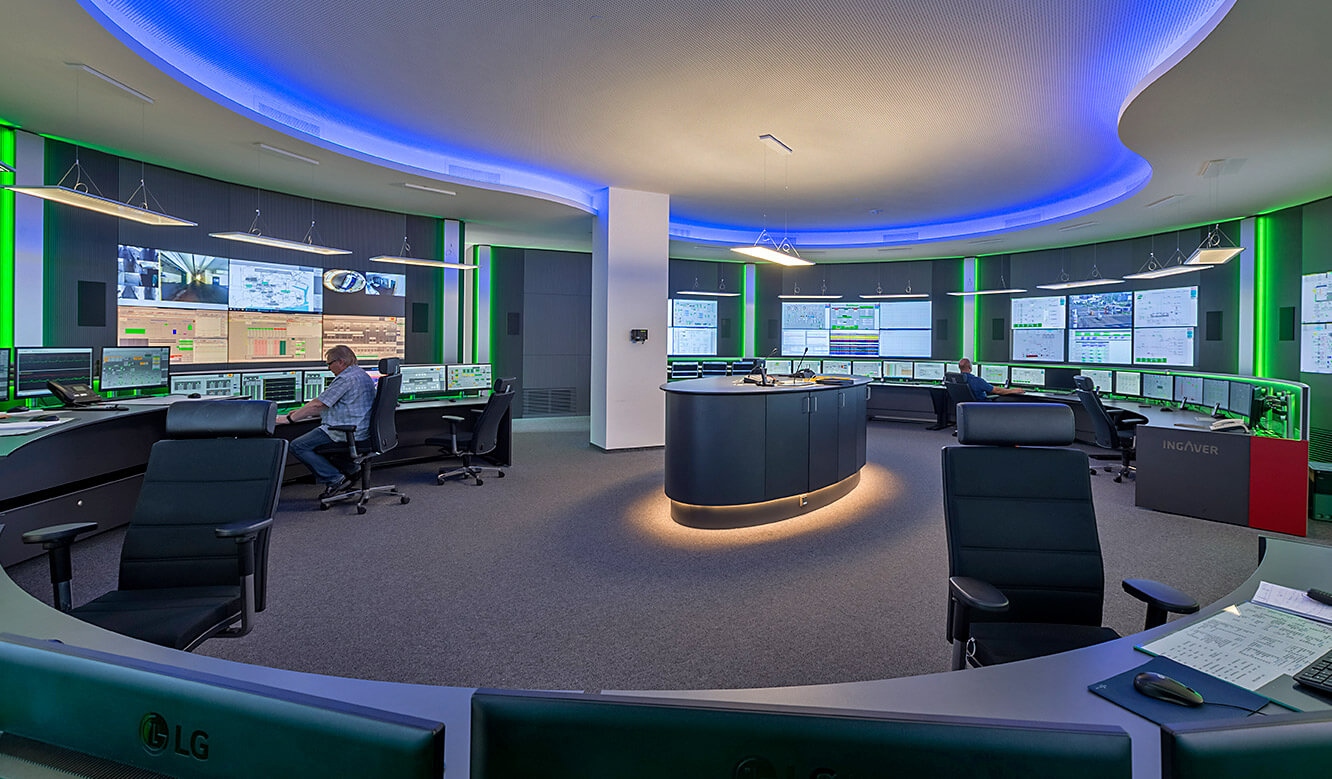
Moderne Leitwarte der INGAVER Bremen. Eine Verbundleitwarte der swb und ArcelorMittal

Die Tätigkeit des Bedienpersonals in der Leitwarte eines Kraftwerkes erfordert eine hohe Qualifikation. Sie wird in einer betrieblichen Berufsausbildung im Kraftwerk vermittelt. Daneben gibt es für die Aus- und Weiterbildung eine Kraftwerksschule und ein Simulatorzentrum in Essen-Kupferdreh, wo sich in originalgetreu nachgebauten Leitwarten Betriebsszenarien eines Kraftwerkes vom Normalfall bis zum GAU simulieren lassen.
In den Anfangsjahren der elektrischen Energietechnik war es üblich, die Leitwarten der Kraftwerke repräsentativ zu gestalten. Deren Schalttafeln bestanden oft aus Marmor. Ein bis heute erhaltenes Beispiel dafür ist die Maschinenhalle der Zeche Zollern in Dortmund.